# Uscita di pista

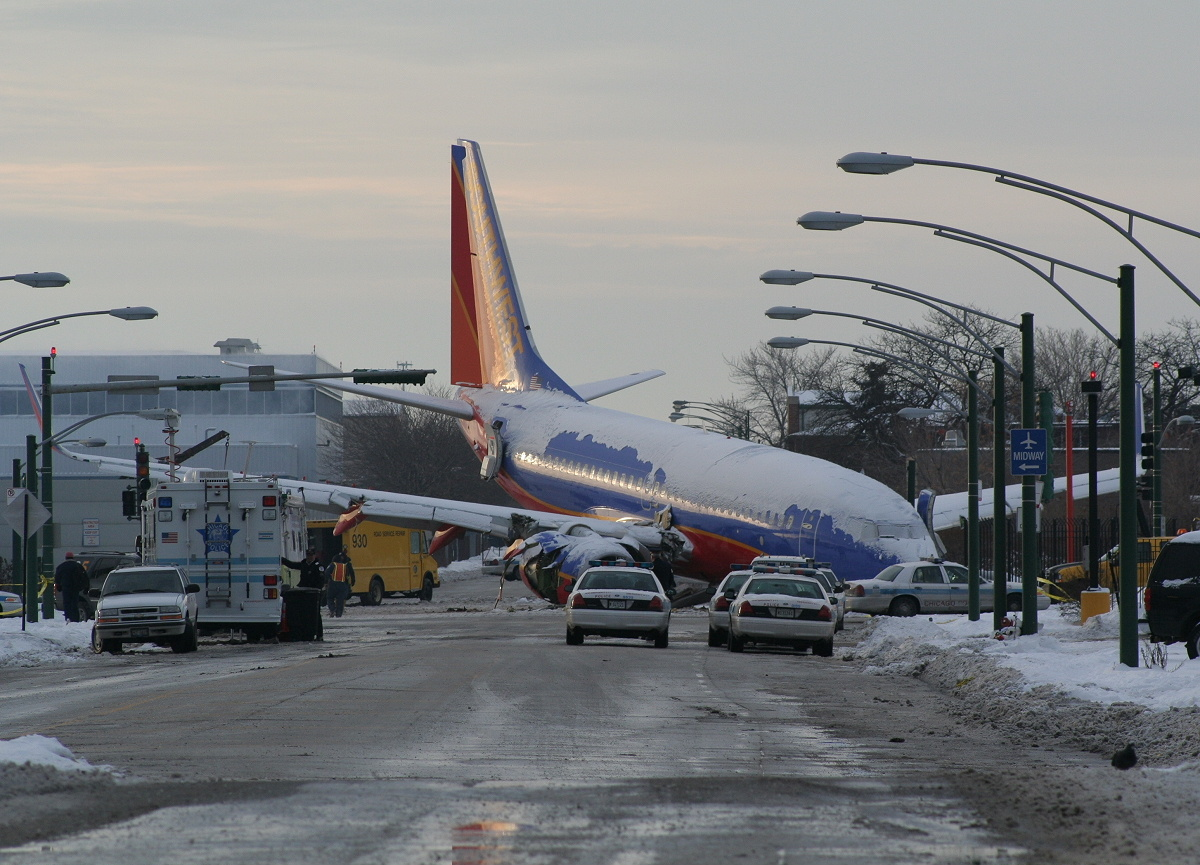
Il volo Southwest Airlines 1248 dopo l'uscita di pista all'aeroporto di Chicago-Midway

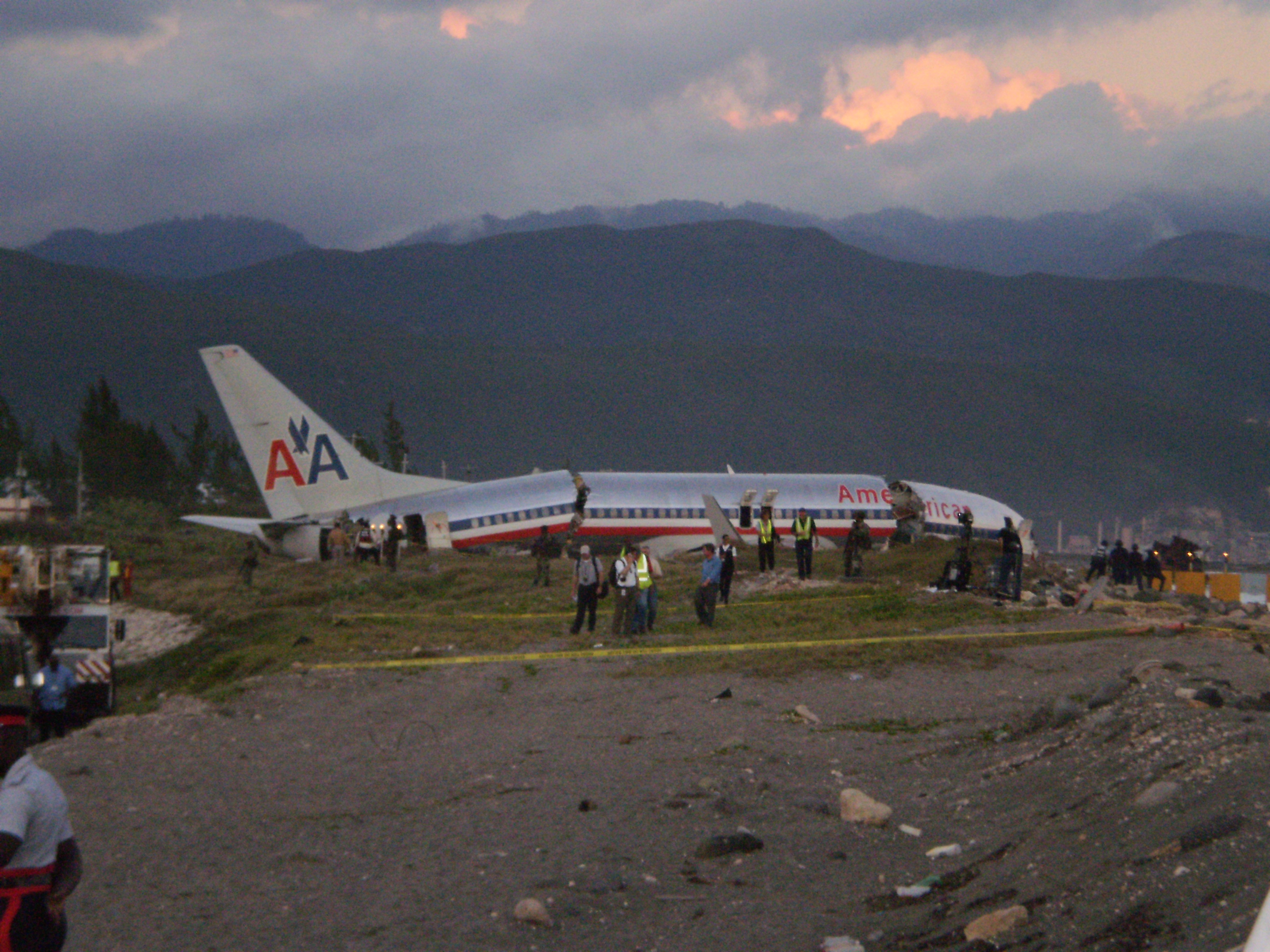
Il volo American Airlines 331 dopo l'uscita di pista nel 2009

Un'uscita di pista, in lingua inglese runway excursion, anche detta escursione di pista è un evento accidentale nel quale un aeromobile impegna, per il decollo o l'atterraggio, parte della pista non adibita a tale scopo. Questa tipologia di incidente include anche quelle situazioni in cui un aereo oltrepassa la pista non riuscendo a fermarsi prima della fine. Può verificarsi a causa di un errore del pilota, del maltempo o di un guasto dell'aereo.
Secondo la Flight Safety Foundation, al 2008, le escursioni di pista erano il tipo più frequente di incidente durante gli atterraggi, leggermente prima delle incursioni di pista. Secondo i dati raccolti dall'International Air Transport Association dal 2005 alla prima metà del 2019, il 23% dei 283 incidenti aeronautici registrati era connesso con un'uscita di pista.

## Definizione
Si definiscono runway excursion una vasta tipologia di eventi ossia:
in decollo
- quando l'aeromobile, abortendo volontariamente il decollo o fallendo l'involo, si arresta oltre la fine della pista;
- quando un aeromobile fallisce l'involo spostandosi lateralmente fuori dalla pista;
- quando il pilota, involontariamente, decolla da una pista non autorizzata;

in atterraggio
- quando un aeromobile non riesce ad arrestarsi prima della fine della pista;
- quando un aeromobile si sposta lateralmente, fuori dalla pista;
- quando il pilota, involontariamente, atterra su una pista non autorizzata;
- quando un aeromobile tocca il terreno fuori dalla pista autorizzata, all'interno del perimetro dell'aeroporto.

## Gestione e prevenzione
Gli sforzi per affrontare le uscite di pista si concentrano sulla prevenzione e sulla riduzione al minimo della quantità di danni o lesioni causati da un evento del genere. In quest'ultima categoria, le autorità di regolamentazione della sicurezza aerea possono stabilire standard quali aree minime di sicurezza oltre la pista destinate a consentire un tempo e una distanza adeguati affinché un aeromobile possa essere fermato in caso di uscita dalla superficie asfaltata.

### Allargamento ed estensione della pista
Un aspetto chiave per prevenire le escursioni è fornire piste di lunghezza e larghezza sufficienti per ospitare gli aeromobili utilizzati in un aeroporto. Gli inizi si videro negli anni '60, con l'avvento di aerei di linea come il Boeing 707, che volava più velocemente e richiedeva piste più lunghe. A metà degli anni '60, la Federal Aviation Administration (FAA) propose di aumentare i requisiti di lunghezza minima della pista di 240 metri (790 ft) in tutti gli aeroporti statunitensi nei quali operavano aerei di linea, estendendosi a 370 metri (1 210 ft) in condizioni di pioggia o neve. Tuttavia, questi requisiti avrebbero richiesto la costruzione di piste estese o addirittura la costruzione di nuovi aeroporti in alcune città. Dopo la forte risposta del settore, la FAA ritirò la proposta e impose invece solo un aumento del 15% della lunghezza minima durante le condizioni di atterraggio bagnato o scivoloso.
Prevenire le escursioni di pista può richiedere la costruzione di nuovi aeroporti, quando non c'è spazio per espandere le piste esistenti. Nel luglio 1965, il volo Continental Airlines 12 (un Boeing 707) uscì di pista durante l'atterraggio sotto la pioggia e il vento forte all'aeroporto municipale di Kansas City. Gli investigatori esclusero errori dei piloti come cause e stabilirono che sarebbe stato impossibile fermare l'aereo nella lunghezza disponibile della pista. L'estensione della pista fino a 2 100 metri (6 900 ft) non era stata possibile a causa dei limiti di spazio che circondavano l'aeroporto urbano, e la costruzione dell'aeroporto internazionale di Kansas City a nord della città venne approvata l'anno successivo, aprendo nel 1972 con piste di 2 900 metri (9 500 ft) e 2 700 metri (8 900 ft) di lunghezza.

### Sistemi di arresto

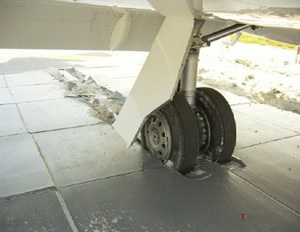
Funzionamento dell'EMAS.

Aeroporti come l'aeroporto LaGuardia nel Queens, a New York, potrebbero non avere uno spazio adeguato per soddisfare gli standard di sicurezza delle piste. Di conseguenza, negli anni '90, la FAA iniziò a condurre ricerche su una nuova tecnologia per fermare rapidamente gli aeromobili in meno di 300 metri (980 ft) in caso di superamento della pista.
L'engineered materials arrestor system (EMAS) è stato sviluppato come materiale ad alto assorbimento di energia che può essere installato come una superficie oltre la fine delle piste, progettato per collassare sotto il peso di un aereo (assorbendo energia e rallentando l'aereo nel processo) in caso di escursione. Il posizionamento dell'EMAS presso l'aeroporto LaGuardia è iniziato nel 2005 ed è durato fino al 2015. Nell'ottobre 2016, un Boeing 737 con 37 persone a bordo, incluso il candidato alla vicepresidenza repubblicano Mike Pence, è uscito la pista durante l'atterraggio a LaGuardia. L'EMAS è stato accreditato di aver fermato l'aereo in sicurezza e senza gravi danni o vittime.

### Tecnologia dei sistemi di volo
Airbus sta sviluppando il Runway Overrun Prevention System, una tecnologia intesa a prevenire le escursioni di pista aumentando la consapevolezza situazionale dei piloti e migliorando l'automazione durante gli atterraggi.

## Incidenti principali
| Evento                         | Anno | Luogo                                              | Descrizione |
| ------------------------------ | ---- | -------------------------------------------------- | --- |
| Volo China Airlines 605        | 1993 | Aeroporto di Hong Kong Kai Tak                     | Per evitare il superamento della pista e la collisione con il sistema luminoso di avvicinamento, il comandante di un Boeing 747-400 fece deliberatamente virare l'aereo sul lato sinistro della pista facendolo finire nel porto di Victoria. Non ci furono vittime, ma l'aereo venne in seguito demolito                |
| Volo Philippine Airlines 137   | 1998 | Aeroporto di Bacolod City                          | Un Airbus A320-214 uscì di pista a causa di un errore del pilota e si schiantò in una zona residenziale. Non ci furono vittime tra i 130 a bordo dell'aereo, ma tre persone a terra rimasero uccise e ci furono molti feriti. L'aereo venne in seguito demolito.                                                         |
| Volo American Airlines 1420    | 1999 | Aeroporto nazionale Bill e Hillary Clinton         | Un McDonnell Douglas MD-82 uscì di pista finendo contro una struttura di illuminazione spezzandosi in più parti, provocando la morte di 11 dei 145 occupanti. |
| Volo Southwest Airlines 1455   | 2000 | Aeroporto Hollywood Burbank                        | Un Boeing 737-300 atterrò troppo velocemente e non riuscì a fermarsi sulla pista bagnata; oltrepassò la recinzione perimetrale e si fermò vicino a una stazione di servizio. Tutti sopravvissero, ma a causa dei danni strutturali l'aereo venne demolito.                                                               |
| Volo Lion Air 583              | 2004 | Aeroporto Internazionale Adisumarmo                | Durante l'atterraggio in condizioni meteo di pioggia e wind shear, un McDonnell Douglas MD-82 oltrepassò la pista a causa dell'aquaplaning e delle scarse prestazioni di frenata dell'aereo. Dopo aver lasciato la pista, l'aereo colpì un terrapieno e si divise in due sezioni. 25 delle 153 persone a bordo morirono. |
| Volo Southwest Airlines 1248   | 2005 | Aeroporto di Chicago-Midway                        | Un Boeing 737-700 oltrepassò la pista durante l'atterraggio in una tempesta di neve e si schiantò nel traffico automobilistico, uccidendo una persona. |
| Volo Air France 358            | 2005 | Aeroporto Internazionale di Toronto-Pearson        | Un Airbus A340 oltrepassò la fine della pista e si fermò in un burrone. 47 persone rimasero ferite e l'aereo venne distrutto dal successivo incendio. |
| Volo S7 Airlines 778           | 2006 | Aeroporto di Irkutsk                               | Un Airbus A310 uscì di pista e colpì una barriera di cemento ad alta velocità, provocando la disintegrazione dell'aereo e innescando un enorme incendio. 125 dei 203 occupanti rimasero uccisi. |
| Volo Continental Airlines 1883 | 2006 | Aeroporto Internazionale di Newark                 | Un Boeing 757 atterrò per errore dei piloti su una via di rullaggio al posto che sulla pista di atterraggio. Il disastro fu solo sfiorato, non si registrarono vittime ne feriti. |
| Volo Garuda Indonesia 200      | 2007 | Aeroporto Internazionale Adisutjipto               | Durante l'atterraggio, un Boeing 737-400 uscì di pista, si schiantò contro una risaia e andò in fiamme. Dei 140 occupanti, 21 persero la vita. |
| Volo TAM 3054                  | 2007 | Aeroporto di San Paolo-Congonhas                   | Un Airbus A320 oltrepassò la pista durante l'atterraggio sotto la pioggia e si schiantò contro un magazzino. Tutte le 187 persone a bordo e 13 persone a terra rimasero uccise. |
| Volo Sriwijaya Air 62          | 2008 | Aeroporto Sultan Thaha                             | Un Boeing 737-200 uscì di pista a causa di un malfunzionamento idraulico e finì contro una casa. Non ci furono vittime tra i 130 a bordo dell'aereo, ma una persona all'interno della casa rimase uccisa. L'aereo venne demolito.                                                                                        |
| Volo American Airlines 331     | 2009 | Aeroporto Internazionale Norman Manley             | Un Boeing 737-800 atterrò a più di 4.000 piedi dall'inizio della pista sotto la pioggia e con il vento in coda. Incapace di fermarsi nella distanza rimanente, finì sulle rocce del vicino al litorale. Non ci furono vittime, ma 85 persone rimasero ferite.                                                            |
| Volo Air India Express 812     | 2010 | Aeroporto di Mangalore                             | Un Boeing 737-800 oltrepassò la fine della pista, attraversò un letto di arresto di 300 piedi (91 m) utilizzato come protezione dalle escursioni, quindi scivolò lungo una ripida collina. 158 dei 166 occupanti persero la vita.                                                                                        |
| Volo Caribbean Airlines 523    | 2011 | Aeroporto Internazionale Cheddi Jagan              | Un Boeing 737-800 uscì di pista mentre tentava di atterrare durante una forte pioggia. Tutti gli occupanti sopravvissero, ma l'aereo subì danni irreparabili e sette persone rimasero ferite. |
| Volo Pegasus Airlines 8622     | 2018 | Aeroporto di Trebisonda                            | Un Boeing 737-800 uscì sul lato sinistro della pista durante l'atterraggio e scivolò lungo la scogliera, fermandosi a poca distanza dall'acqua. Nessuno rimase ucciso, ma l'aereo venne demolito. |
| Volo Pegasus Airlines 2193     | 2020 | Aeroporto Internazionale di Istanbul-Sabiha Gökçen | Un Boeing 737-800 oltrepassò la pista durante l'atterraggio in condizioni meteo avverse e si spezzò in tre parti. 3 delle 183 persone a bordo rimasero uccise. |
| Volo Air India Express 1344    | 2020 | Aeroporto di Calicut                               | Un Boeing 737-800 oltrepassò la fine della pista schiantandosi in una gola. L'aereo trasportava 190 persone di cui 6 membri dell'equipaggio. Un totale di 21 persone, inclusi entrambi i piloti, rimasero uccisi nell'incidente.                                                                                         |
| Volo Korean Air 631            | 2022 | Aeroporto Internazionale di Mactan-Cebu            | Un Airbus A330-300 è uscito di pista durante l'atterraggio a Cebu a causa di un guasto idraulico. Tutti i passeggeri e i membri dell'equipaggio ne sono usciti senza ferite. L'aeromobile è stato danneggiato in modo irreparabile e demolito a seguito dell'incidente.                                                  |